# Alicia Rhett
Alicia Rhett (Savannah, Georgia, 1 de febrero de 1915 - Charleston, Carolina del Sur, 3 de enero de 2014) fue una pintora de retratos y actriz estadounidense, recordada por su papel de India Wilkes en la película de 1939 Lo que el viento se llevó.
En el momento de su muerte, Rhett era la sobreviviente de más edad del reparto de la película, seguida de Olivia de Havilland (nacida el 1 de julio de 1916), que interpretó a la cuñada de India, Melanie Wilkes; Mary Anderson (nacida el 3 de abril de 1920), que interpretó a Maybelle Merriweather; y Mickey Kuhn (nacido el 21 de septiembre de 1932) que interpretó a Beau Wilkes.

## Biografía

### Primeros años
Rhett nació en Savannah, Georgia, su madre fue Isabelle Murdoch, una inmigrante de Liverpool, Inglaterra, y su padre Edmund M. Rhett, un oficial del ejército e ingeniero estadounidense con sede en Savannah. Después de la muerte de su padre durante la Primera Guerra Mundial, Alicia y su madre se mudaron a Charleston, Carolina del Sur. Rhett se convirtió en una actriz de teatro en Charleston.

### Lo que el viento se llevó
Durante una actuación de The Recruiting Officer en 1936, Rhett fue descubierta por el director de Hollywood, George Cukor, quien quedó impresionado por su encanto y belleza.  El director estaba explorando para conseguir una actriz que interpretara el papel de Scarlett O'Hara, después el productor David O. Selznick compró los derechos cinematográficos de la novela de Margaret Mitchell. Anteriormente, había sido sugerida por el cazatalentos Kay Brown como posible belleza sureña para la película.
Rhett audicionó para el papel de Melanie Hamilton, pero el papel fue a parar a Olivia de Havilland. En marzo de 1937, Cukor le ofreció el papel de India Wilkes, hermana de Ashley Wilkes. Tras el éxito de Lo que el viento se llevó, Rhett dejó Hollywood y regresó a Carolina del Sur y se retiró del cine en 1941, citando la falta de papeles adecuados. Rhett más tarde se convirtió en una entrenadora de acento para los actores y una locutora de radio en la estación WTMA en Charleston.

## Muerte
El 3 de enero de 2014, Rhett murió en Charleston, Carolina del Sur, a los 98 años de edad. En sus esquelas, Rhett fue erróneamente citada por los medios de comunicación como "la actriz más vieja que vive de Lo que el viento se llevó", sin embargo, que la distinción pasa con el actor Shep Houghton (nacido en 1914), que tuvo un papel pequeño pero sin acreditar en la película. Rhett era, más precisamente, la actriz con vida acreditada más antigua de Lo que el viento se llevó en el momento de su muerte.

## Retratista
Antes de aparecer en Lo que el viento se llevó, Rhett mostró talento como dibujante y retratista. Entre toma y toma en Lo que el viento se llevó, hizo bocetos y dibujos de sus compañeros actores. Pronto, Rhett estaba creando retratos de soldados estadounidenses en las cercanías de Charleston. Algunas de sus obras posteriores incluyen retratos del Almirante Louis Emil Denfeld, y bibliotecario Estellene P. Walker, el último de los cuales se encuentra en exhibición en la Biblioteca Estatal de Carolina del Sur.

## Filmografía
- Lo que el viento se llevó (1939) como India Wilkes